# Sapojkiv Hutir, Novhorod-Siverskîi
Sapojkiv Hutir (în ucraineană Сапожків Хутір) este un sat în comuna Orlivka din raionul Novhorod-Siverskîi, regiunea Cernihiv, Ucraina.

## Demografie
Componența lingvistică a localității Sapojkiv Hutir
     Ucraineană (95,59%)
     Rusă (4,41%)
Conform recensământului din 2001, majoritatea populației localității Sapojkiv Hutir era vorbitoare de ucraineană (95,59%), existând în minoritate și vorbitori de rusă (4,41%).